# Prometheus (esogeologia)
Prometheus è un centro eruttivo presente sulla superficie di Io.
È intitolato a Prometeo, personaggio della mitologia greca.